# 戈夫冰川 (瑟斯頓島)
戈夫冰川（英語：Goff Glacier），是南極洲的冰川，位於埃爾斯沃思地的瑟斯頓島北部，流經帕克峰，最終注入克特灣，以美國海軍機師命名，現時由南極條約體系管理。